# Франческо Марія Грімальді
Франческо Марія Грімальді (італ. Francesco Maria Grimaldi; 2 квітня 1618, Болонья — 28 грудня 1663, там само) — італійський єзуїт, фізик і астроном.

## Життєпис
Народився 2 квітня 1618 в Болоньї. 18 березня 1632 вступив в орден єзуїтів, протягом 1637—1645 років вивчав філософію, риторику, теологію, в 1647 році отримав ступінь доктора філософії, в 1651 році прийняв сан священика.
Викладав в болонській Колегії єзуїтів спочатку філософію, потім, внаслідок суперечок зі співбратами з Товариства Ісуса був відсторонений від викладання філософії і викладав математику.
Відкрив дифракцію світла (робота опублікована в 1665 році). Спільно з Джованні Баттістою Річчолі склав карту Місяця і ввів назву місячних утворень, що їх вживають донині.

## Пам'ять
Ім'ям Грімальді названо кратер на видимій стороні Місяця.